# Salix limprichtii
Salix limprichtii — вид квіткових рослин із родини вербових (Salicaceae).

## Морфологічна характеристика
Це кущ. Гілочки темно-коричневі, голі, з нальотом. Листки чергові; листкова ніжка 2–10 мм, гола; листкова пластинка широко видовжена або еліптична, 10–34 × 10–17 мм, абаксіально (низ) бліда, сіра чи з нальотом, адаксіально тьмяно-зелена, верхівка тупа в проксимальних гілочках. Чоловіча сережка 40–60 × ≈ 8 мм, густоквіткова.

## Середовище проживання
Сичуань. Населяє гори; на висотах ≈ 1500 метрів.